# ZZ-skala
ZZ-skalan (1:440) är en mycket liten modelljärnvägsskala, den är hälften av Z-skalan, med en spårvidd på 3,25 mm. På Nürnbergmässan 2010 visades ett fullt fungerande motorvagnståg i denna skala. ZZ är ännu inte någon kommersiell skala.

## Bilder

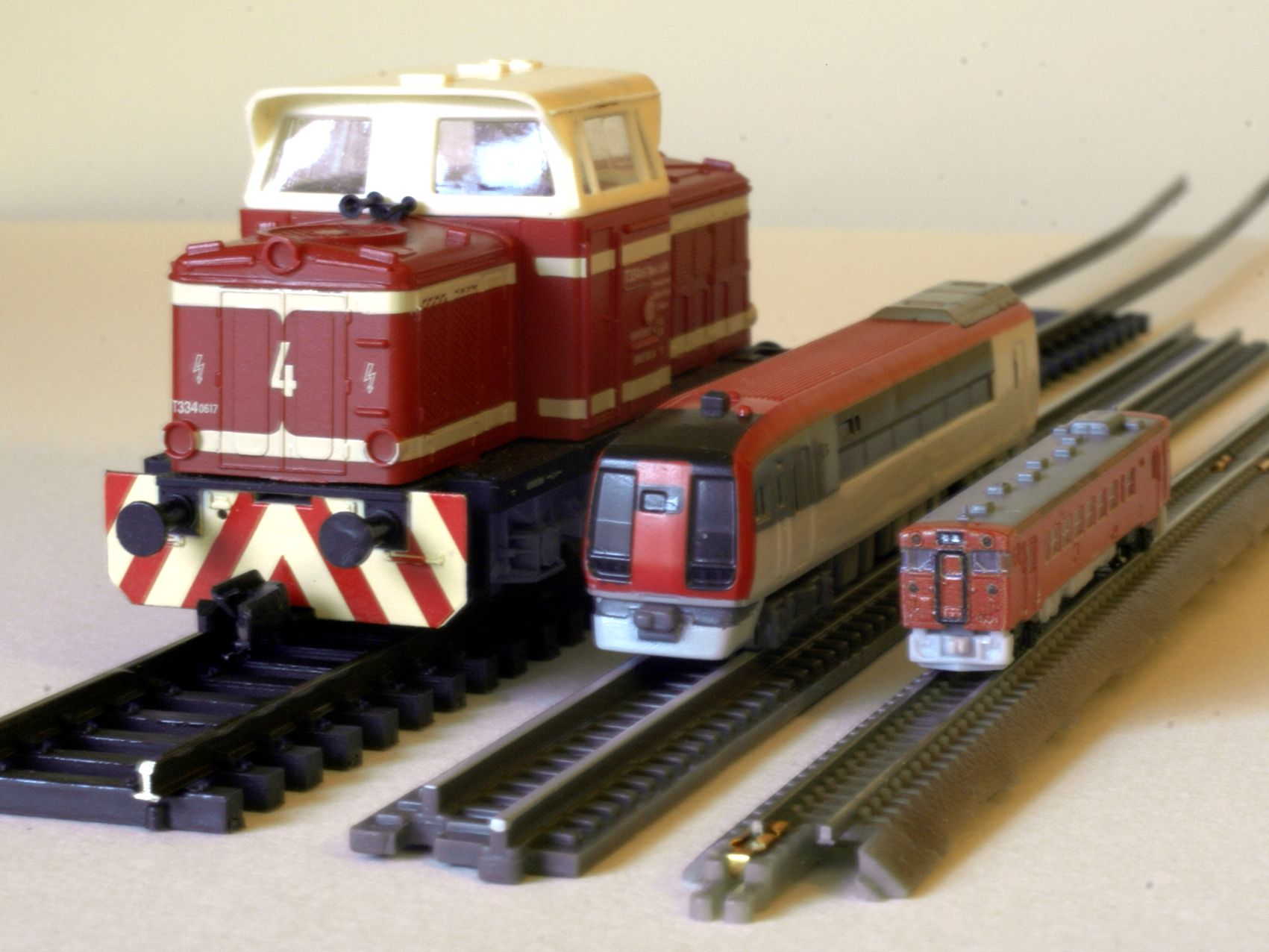
Jämförelse mellan skala TT, ZZ och T.
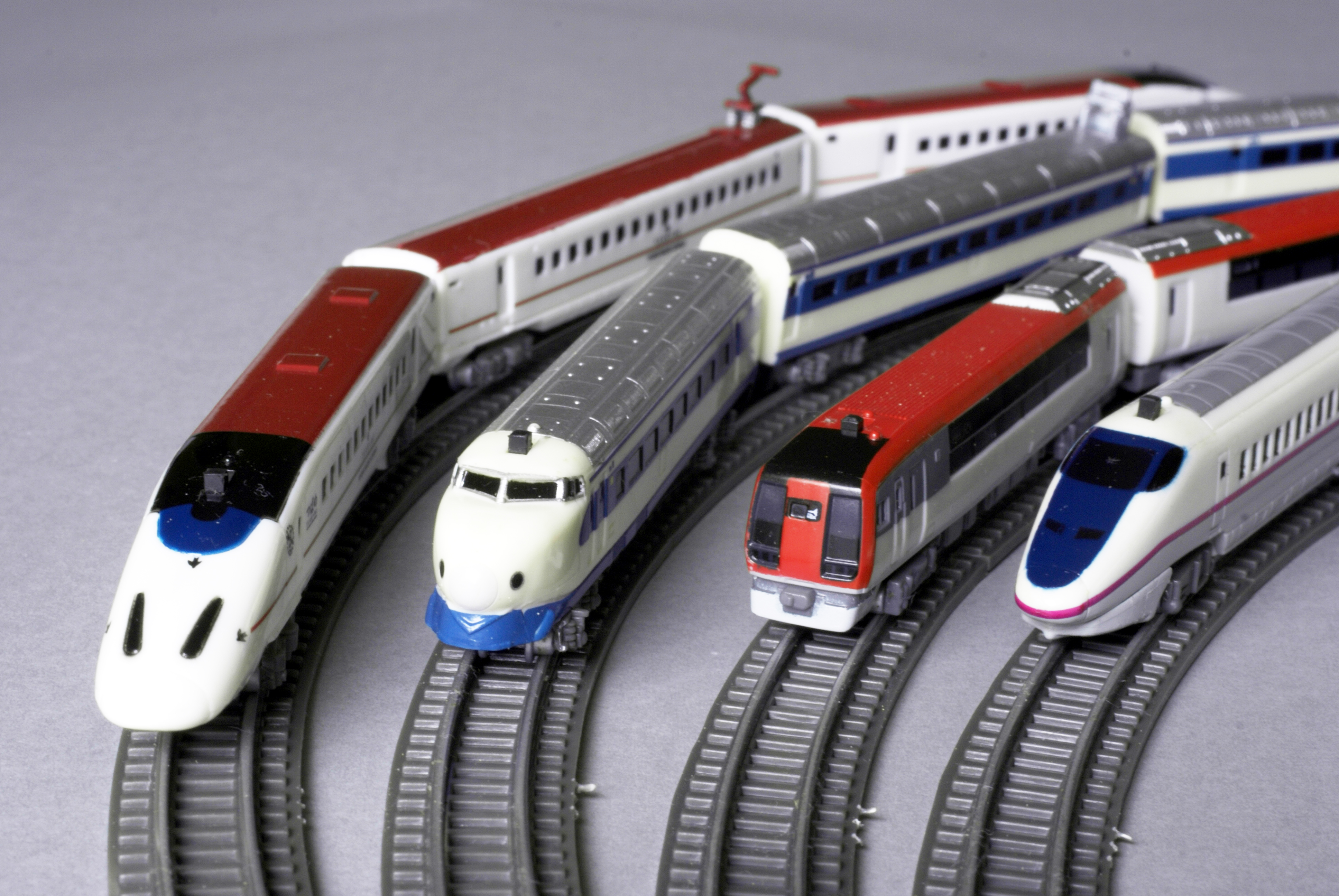
ZZ-skala